# Crimine di aggressione
Il crimine di aggressione è uno dei crimini su cui la Corte penale internazionale esercita giurisdizione in base a quanto stabilito dallo Statuto di Roma, e dagli emendamenti di Kampala del 2010, entrati in vigore a partire dal 17 giugno 2018: essi furono adottati dopo che la definizione di questo crimine è stata oggetto di molte revisioni, riunioni di alto livello, conferenze di esperti e sessioni dell'Assemblea degli Stati Parte.
Con l'entrata in vigore degli emendamenti di Kampala, si completa l'attuazione del principio di diritto internazionale penale per il quale individui considerati responsabili per crimini di guerra, crimini contro l'umanità, genocidio, gravi violazioni delle Convenzioni di Ginevra e crimine di aggressione sono soggetti ad una giurisdizione che, nel caso degli Stati parte dello Statuto di Roma, consiste nell'azione sovranazionale della Corte penale internazionale (CPI).

## Storia
Mentre gli altri crimini ricadenti nella giurisdizione della CPI (crimini di guerra, crimini contro l'umanità, genocidio e gravi violazioni delle Convenzioni di Ginevra) erano già definiti all'interno dello Statuto di Roma e degli Elements of Crimes (traducibile in modo un po' approssimativo: Codice dei Crimini) al momento della sua firma (e quindi sono in vigore dal momento della ratifica), per il crimine di aggressione la questione è risultata un po' più complessa. Gli Stati Parte hanno infatti ratificato lo Statuto di Roma 'sulla fiducia' per quanto riguarda il crimine di aggressione: la CPI avrebbe avuto giurisdizione sui crimini summenzionati e sul 'crimine di aggressione (quando verrà definito)'.
Dopo varie Sessioni Preparatorie internazionali presso le Nazioni Unite, otto Sessioni Plenarie dell'Assemblea degli Stati Parte (ASP), varie conferenze e incontri internazionali di alto livello, è stato costituito un 'Gruppo di Lavoro per la definizione del crimine di aggressione' le cui conclusioni e reports sono state discusse in una Conferenza di Revisione, tenutasi a Kampala in Uganda dal 31 maggio all'11 giugno 2010.

### Questioni diplomatiche connesse
Seppur non sempre in modo esplicito, il problema del crimine di aggressione riguarda in particolare le complesse relazioni diplomatiche della CPI con alcuni tra i Membri permanenti del Consiglio di Sicurezza delle Nazioni Unite, nello specifico con tre dei cinque Stati che non hanno ratificato lo Statuto di Roma, Stati Uniti, Russia e Cina.
La CPI è de jure un organo indipendente dalle Nazioni Unite e i rapporti tra le due organizzazioni sono regolati da trattati internazionali per garantire la maggior neutralità, trasparenza e indipendenza; de facto, però, gli Stati parte dello Statuto di Roma si destreggiano mediante equilibrismi diplomatici di cui la definizione del crimine di aggressione è l'esempio più lampante.
Mentre la Russia e la Cina si oppongono fermamente e i Paesi Europei hanno dimostrato una compattezza di intenti e una politica estera comune, gli Stati Uniti hanno dimostrato un atteggiamento contraddittorio nei confronti della CPI. Gli USA hanno infatti firmato lo Statuto di Roma durante gli ultimi giorni dell'Amministrazione Clinton, non hanno ratificato e hanno esplicitamente manifestato ostilità durante l'Amministrazione Bush, le tensioni si sono allentate durante l'Amministrazione Obama che ha inviato una delegazione di 'osservatori' alla Conferenza di Kampala. Molte tra le più importanti Organizzazioni non governative per l'entrata in vigore dello Statuto di Roma sono almeno in parte, statunitensi (o, come nel caso dell'italianissima No Peace Without Justice, il nucleo e i gruppi di lavoro più attivi avevano una base a New York), svolgendo attività di 'lobbying' che ha sostenuto apertamente la CPI.
Per quanto riguarda Israele e l'Autorità Nazionale Palestinese (ANP), la questione è ancora più complessa, essendo conteso territorio in guerra da oltre sessant'anni. Israele non ha ratificato lo Statuto di Roma, ma molti gruppi di pressione, tra cui il potentissimo American Jewish Committee, sono parte della Coalizione per la Corte penale internazionale (CICC) e dell'AMICC (American NGOs Coalition for the International Criminal Court). L'ANP ha inviato delle segnalazioni di presunti crimini all'Ufficio del Procuratore (OTP) della Corte penale internazionale, affermando il proprio diritto alla ratifica dello Statuto di Roma. Le parti in conflitto pertanto seguivano con attenzione gli sviluppi della discussione sulla definizione di crimine di aggressione.
Per quanto riguarda la Russia, oltre all'opposizione aprioristica alla CPI, il crimine di aggressione è una questione spinosa che riguarda in particolar modo i paesi limitrofi che facevano parte dell'Unione delle Repubbliche Socialiste Sovietiche, alcuni dei quali attualmente Stati Parte che hanno accettato la giurisdizione sovranazionale della CPI.
La Cina storicamente non è particolarmente sensibile alle questioni dei diritti umani ed è contraria alla CPI: si temeva che il crimine di aggressione ponesse dei problemi ad una eventuale apertura delle autorità cinesi nei confronti della CPI, in particolar modo per i 'casi storici' contestati alla Repubblica Popolare dalla comunità internazionale.
Insomma, la definizione del crimine ha costituito e continua a costituire un problema diplomatico di rilevanza internazionale che potenzialmente potrebbe essere stato avviato verso una conclusione durante la Conferenza di Kampala.

## Definizione
Dopo gli antefatti definitori tentati dall’Assemblea generale delle Nazioni Unite, il primo sintagma normativo cogente è quanto deciso dalla Conferenza di revisione sullo Statuto di Roma della Corte penale internazionale che si è svolta a Kampala, Uganda, in seguito alla decisione, adottata il 26 novembre 2009, dell'ottava sessione plenaria dell'ASP. Per esso il crimine di aggressione è il crimine che prevede “la pianificazione, la preparazione, l'inizio o l'esecuzione, da parte di una persona in grado di esercitare effettivamente il controllo o di dirigere l'azione politica o militare di uno Stato, di un atto di aggressione che, per il suo carattere, gravità e portata, costituisce una manifesta violazione della Carta delle Nazioni Unite”.
Proseguendo nella «transizione del diritto internazionale positivo, dallo ius ad bellum allo ius contra bellum», con questa previsione si intende ribadire che "la vera soluzione dei conflitti è riconoscere a organismi sovranazionali un potere che impedisca le violazioni della dignità delle persone e delle comunità, sia delle minoranze dentro gli Stati sia tra gli Stati. Chiunque commette un crimine contro le persone o contro le comunità non può ritenersi impunito".
A Kampala, il crimine di aggressione è stato definito mediante aggiunte proposte allo Statuto istitutivo della Corte penale internazionale: l’articolo 8-bis, paragrafo 1, definisce il crimine di aggressione come la «pianificazione, preparazione, avvio o esecuzione di un atto di aggressione che, per la sua natura, la sua gravità o la sua magnitudine, costituisca una violazione manifesta della Carta delle Nazioni Unite»; esso chiarisce, inoltre, che di esso possono rendersi responsabili gli individui che si trovino «in una posizione tale da controllare o dirigere effettivamente l’azione politica o militare di uno Stato». L’articolo 8-bis, paragrafo 2, poi, riprende la definizione di aggressione adottata dall’Assemblea generale delle Nazioni Unite con la risoluzione 3314-XXIX del 14 dicembre 1974: per atto di aggressione dovrà intendersi infatti «l’uso della forza armata da parte di uno Stato contro la sovranità, l’integrità territoriale o l’indipendenza politica di un altro Stato, o in un altro modo incompatibile con la Carta delle Nazioni Unite»; con gli articoli 15-bis e 15-ter, infine, si giunge alle condizioni per l’esercizio della giurisdizione sul crimine di aggressione.

## Entrata in vigore
Il crimine è stato dunque definito ma le modifiche statutarie non potevano entrare in vigore fino a che 30 stati parte non avessero ratificato le modifiche e fino a che l'Assemblea degli Stati Parte - sostenuta da un voto favorevole di almeno due terzi dei componenti, a partire da una qualunque data successiva al 1º gennaio 2017 - non avesse deciso di attivare la giurisdizione così creata.
Il 17 luglio 2018 ambedue le condizioni si sono verificate e la nuova giurisdizione è stata creata. Il percorso delle ratifiche degli emendamenti di Kampala non si è fermato e nel 2021 le adesioni erano giunti a 42 Stati, tra cui, dal 10 novembre 2021, anche l'Italia.